# Škofi
Škofi este o localitate din comuna Komen, Slovenia, cu o populație de 7 locuitori.